# Primera guerra civil de la República romana
La primera guerra civil de la República romana fue el primero de los grandes conflictos militares políticos de la República romana acaecidos durante el siglo I a. C. que la llevarían a la desestabilización, propiciando su final y la instauración del Imperio romano, con Augusto como primer emperador romano.
La guerra tuvo lugar cuando los líderes de las dos facciones enfrentadas en el senado los optimates y populares, Sila y Cayo Mario respectivamente, compitieron por los honores de liderar la guerra contra Mitrídates VI rey del Ponto, quien había invadido la provincia romana de Asia y asesinado a miles de romanos. Inicialmente Sila obtuvo el respaldo del Senado para liderar la guerra, pero los populares anularon esta decisión recurriendo directamente a la decisión de la asamblea popular, otorgando el mando a Mario.
Sila marchó sobre Roma con sus legiones, haciendo huir a Mario y reotorgándose el mando. Ya en Roma el senado romano declaró enemigo de la República a Mario, y Sila embarcó hacia Grecia sin contratiempos. Lucio Cornelio Cinna un cónsul electo popular, ante la ausencia de Sila propició el retorno de Mario desde su exilio, y juntos marcharon sobre Roma, se hicieron nombrar cónsules y establecieron una sangrienta represión contra los optimates, pero tras unos pocos días en su cargo Mario murió. Sila tras terminar la guerra en oriente con el tratado de Dárdanos, regresó a Italia donde derrotó a los populares y se estableció como dictador, reformó la Constitución republicana cediendo más poder al Senado, recortó el de los tribunos de la plebe y el de las asambleas populares. Finalmente Sila renunció al poder absoluto y se retiró de la vida política.

## Antecedentes

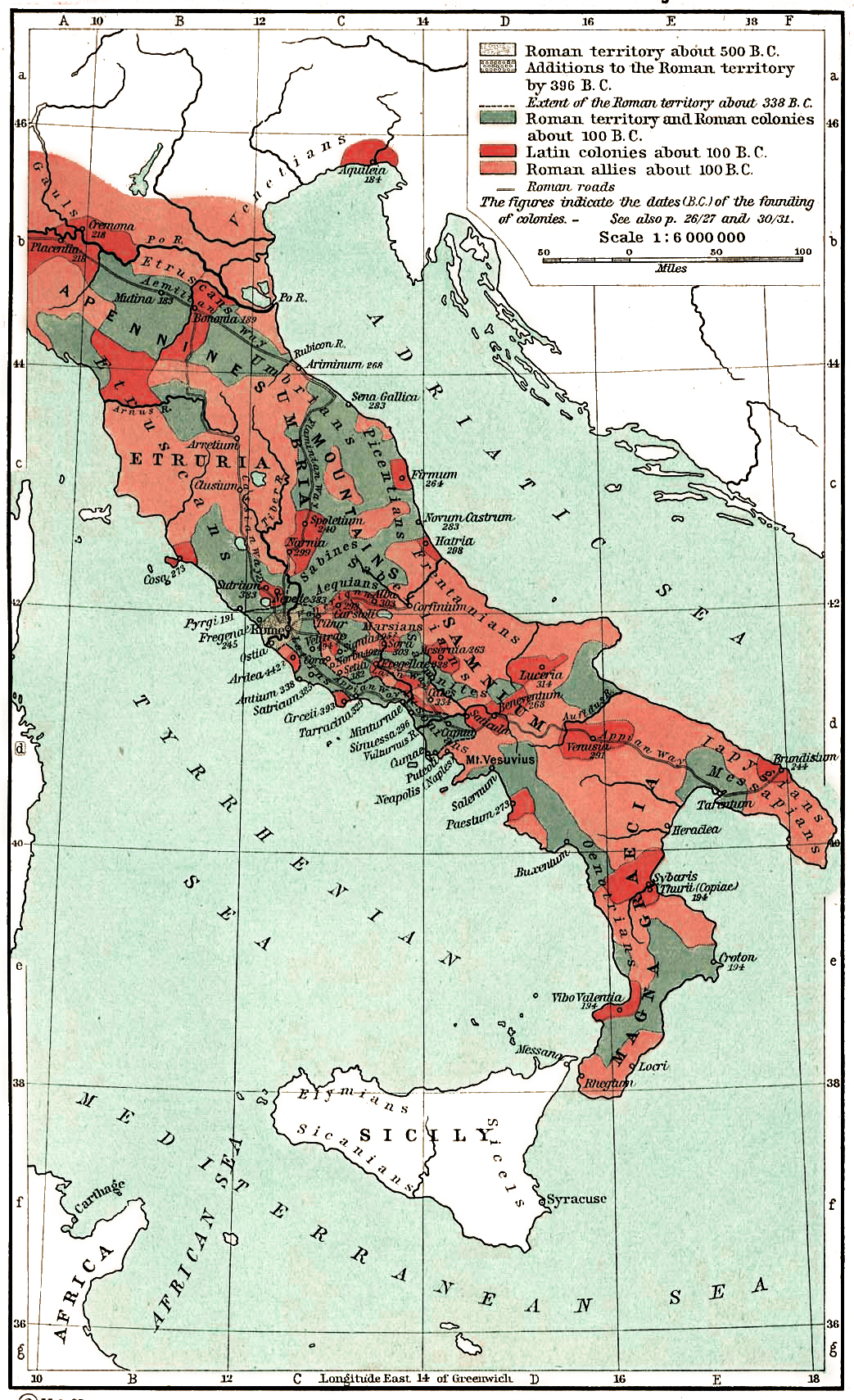
Territorio de las colonias romanas, latinas, municipios y aliados itálicos (socii), en la Italia del

A principios del siglo I a. C. (VIII ab urbe condita), la República romana entró en una nueva fase, dentro de su nueva posición de hegemonía mundial, tras haber destruido la República de Cartago en las guerras púnicas (146 a. C.), así como de la conquista de Macedonia y los restos del Imperio seléucida. Sin embargo, la continua expansión, el crecimiento demográfico y económico provocó una crisis del modelo de Estado, que fragmentó la sociedad romana, aumentando enormemente la polarización social. El Senado se dividió con la aparición de dos facciones: los populares que representaban la facción reformista que apostaba por expandir la ciudadanía a los nuevos súbditos de Roma y dotar de una mayor democratización a las instituciones mediante el incremento del poder de las asambleas, y los optimates, facción aristocrática conservadora que deseaba limitar el poder de las asambleas populares y aumentar el poder del Senado.
En el año 112 a. C. se declaró la guerra de Yugurta entre la República romana y el reino de Numidia que evidenciaría claramente las debilidades de la República. Yugurta se mantuvo en el poder sobornando y comprando oficiales militares y funcionarios romanos. Mario luchó como oficial en Numidia donde ganó cierta fama que utilizó en su regreso a Roma para aumentar las probabilidades de ser elegido cónsul. En Roma, Mario criticó de forma populista al general al mando de las tropas contra Numidia, Quinto Cecilio Metelo Numídico, acusándole de prolongar la guerra innecesariamente solo para su propio beneficio. En el año 107 a. C. Mario fue elegido cónsul e intentó hacerse con el mando de la guerra contra Numidia, pero el Senado se negó a concederle tropas, ante esta situación Mario pronunció violentos discursos contra los conservadores e inició el reclutamiento de voluntarios entre su clientela y las clases más desfavorecidas, logrando reclutar un ejército con el que regresó a Numidia.
Mario tuvo por lugarteniente a Sila, quien es descrito como un soldado capaz, más inteligente y cuyo posicionamiento político era conservador. Los dos hombres derrotaron a Numidia y capturaron a su rey Yugurta en 105 a. C.. Sila logró su captura mediante la diplomacia, en un acuerdo con el propio suegro de Yugurta, Boco I.
Yugurta se rindió ante Sila, lo que sirvió de pretexto a los conservadores para desprestigiar los logros de Mario y alzar a Sila como paladín de la República. Lo que fue la causa que dio origen a la enemistad y odio entre ambos hombres.

En circunstancias tan nimias y pueriles se fundamentó el odio de ambos, que más tarde condujo a los desmanes de la guerra civil y después a la tiranía y a la perversión de todo el Estado.
Plutarco

Tan solo un año después Roma tuvo que hacer frente a una gran invasión de cimbrios y teutones lo que aplazó las posibles diferencias entre Sila y Mario. Sila permaneció bajo las órdenes de Mario en las sucesivas campañas de los años 104 y 103 a. C. Dirigió con éxito una expedición contra los tectosagos, dando muerte a su caudillo Cepilo, y poco después, como tribuno militar destacaría también al negociar un tratado con los marsos y dirigir extraoficialmente el ejército del cónsul Quinto Lutacio Cátulo, uno de los protegidos de Mario, contra los cimbrios que amenazaban el norte de Italia. A quienes derrotó en Vercellae en el año 101 a. C., Sila dirigió personalmente la caballería, dando muestras al mismo tiempo de su capacidad tanto para el combate como para la organización.

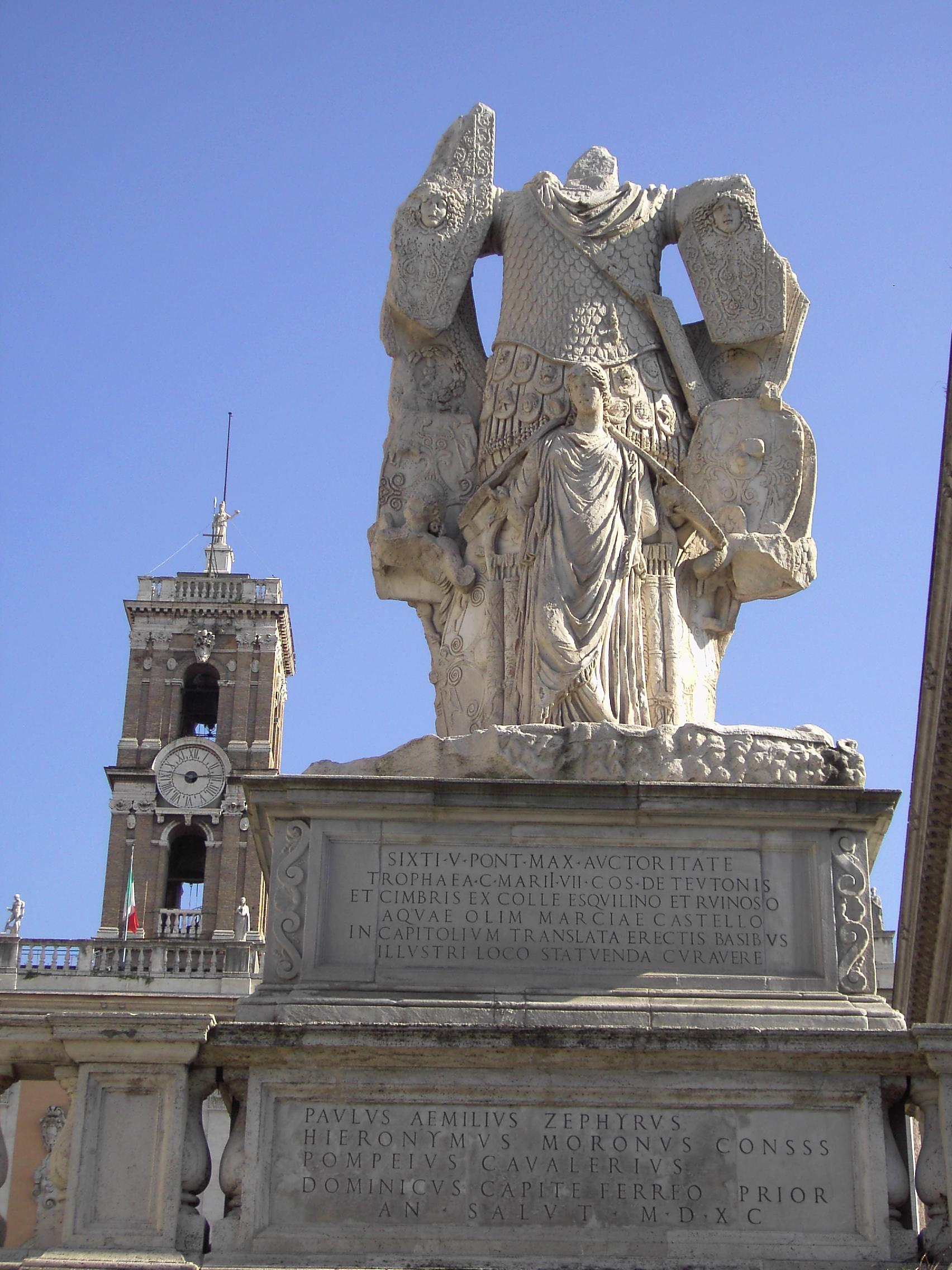
Monumento a Mario y a su victoria sobre los cimbrios

Finalmente, la disputa con Mario se manifestó en toda su amplitud tras la victoria sobre los cimbrios, debido a que Cátulo y Sila reclamaron más crédito por su actuación en Vercellae del que Mario quería concederles.
Durante el tiempo en el que Mario se ausentó de Roma (99-90 a. C.), hubo una serie de años de paz relativa, en los que el Senado parecía controlar el poder. Sin embargo, en el año 95 a. C. se publicó la Ley Licinia Mucia dirigida contra los aliados que hubieran adquirido fraudulentamente la ciudadanía romana, lo que provocó un fuerte malestar entre ellos.
En el año 92 a. C. fue elegido tribuno de la plebe Marco Livio Druso, que preparó una serie de medidas demagógicas que llevaron al enfrentamiento, como una nueva ley frumentaria y una devaluación del sestercio de plata. También estableció un acuerdo secreto con los aliados, prometiéndoles el derecho de ciudadanía a cambio de que corriesen con los gastos de una nueva distribución de tierras. Fue desaprobado oficialmente por el senado, siendo asesinado, lo que desencadenó una guerra entre Roma y sus aliados conocida como la guerra Social.
Entre los oponentes de Roma estaban los picenos, lucanos, marsos, samnitas y apulios, a los que se unen etruscos y umbros, todos ellos se unieron y se declararon independientes en una república llamada Italia, con capital en Corfinium, al este de Roma, crearon un nuevo senado y acuñaron su propia moneda. En el inicio de la guerra se sucedieron las derrotas romanas, hasta que en el año 90 a. C., el Senado dio el mando del ejército a Sila. Mario durante esta crisis se reincorporó de nuevo a la política y a la vida militar. Finalmente la guerra terminó cuando Sila aniquiló a las bandas samnitas de Aesernia. Los aliados aun siendo derrotados, habían conseguido su objetivo político, ya que en el transcurso de la guerra, se decretaron tres leyes que terminarían dando la ciudadanía romana a los pueblos itálicos.

### Crisis política
Las causas iniciales de la guerra civil tuvieron lugar lejos de Roma, concretamente en oriente. Mitrídates VI un joven rey del Ponto inmerso en un programa de expansión territorial, intentó sin éxito anexionarse el Reino de Bitinia a sus dominios, Manio Aquilio, exigió una indemnización para el rey de Bitinia a la que Mitrídates contestó que él mismo era acreedor de Roma pues había sobornado a numerosos senadores y no pensaba pagarla.
Es entonces cuando Roma incitó a Nicomedes, rey de Bitinia, a invadir el Ponto. Manio Aquilio se puso al frente del ejército romano de Asia y de Cilicia y de la flota romana que se encontraba en Bizancio. Mitrídates en contra formó un ejército de 300 000 hombres, 130 carros de guerra, 300 navíos, hoplitas griegos, escitas y jinetes armenios. Dividió el ejército en dos cuerpos, el primero enviado al noroeste contra Aquilantiguo reino de Pérgamo como la propia Pérgamo, Éfeso y Mileto, recibieron a Mitrídates como un libertador de la explotación romana.
De todos las regiones y aliados griegos, solamente los rodios mantuvieron su fidelidad a Roma. Lo que provocó que los pónticos emprendiesen la guerra contra ellos, tanto por mar como por tierra, pero sin conseguir conquistar Rodas. Después de fracasar en sus planes de invadir Rodas, escribió a todas las ciudades griegas de Asia instruyéndolas para que asesinaran a cualquier ciudadano romano que hubiese en Asia. Según las fuentes históricas alrededor de 80 000 personas fueron ejecutadas en unas jornadas conocidas como las Vísperas asiáticas.
La situación se volvió crítica para Roma que observaba cómo su poder en Oriente se derrumbaba. Ante esta situación el Senado se vio comprometido por la decisión de escoger a un candidato para liderar los ejércitos romanos en batalla, en medio de una división ideológica entre optimates y populares. Dos hombres se disputaban el honor: Cayo Mario de la facción popular y Sila de los optimates. El Senado nombró a Sila para que condujese al ejército contra Mitrídates. Sila partió a tomar el mando de sus tropas que continuaban asediando Nola, uno de los últimos reductos de los rebeldes en la guerra Social. Durante este tiempo Mario no respetó la decisión del Senado y mediante el tráfico de influencias, convenció a Publio Sulpicio Rufo, tribuno de la plebe, para hacer aprobar una ley que daba mayor importancia a los votos de los nuevos ciudadanos italianos, trasladando a gran cantidad de ellos a Roma. Se celebró un plebiscito, en la que Sulpicio presentó una propuesta que fue ratificada por el pueblo de Roma y convertida en ley. De esta manera Cayo Mario fue elegido como general contra Mitrídates, creando una contradicción legal.

## La guerra

### Primera fase
Dos generales romanos estaban designados para conducir el ejército romano contra Mitrídates y ninguno de ellos podía entrar en acción mientras no se dirimiese la cuestión. Sila hizo algo sin precedentes, puesto al borde del abismo con su futuro político en juego y habiendo perdido el mando en Oriente, marchó con su ejército hacia Roma. Por primera vez en la historia de la República un general romano marchó contra su propia ciudad. Una acción que Mario no debió de creer viable. Con total determinación Sila al mando de cinco legiones veteranas entró en Roma, sin sufrir una resistencia digna, a pesar de los esfuerzos de Mario quien trató de defender Roma inútilmente, pues su población no pudo resistir contra un ejército conducido por un general decidido y capaz.
Cayo Mario y Sulpicio Rufo huyeron de Roma, perseguidos por los hombres de Sila, siendo este último capturado a treinta kilómetros al sur de Roma y ejecutado. Mario en cambio logró abrirse paso hasta la costa embarcándose a África, terminando por refugiarse en una pequeña isla situada frente a la costa cartaginesa.
Sila convocó al Senado y exigió que se calificara a sus oponentes como enemigos de la República. El Senado aceptó, pronunciándose en contra de Mario, Sulpicio y otros diez hombres. También hizo invalidar toda la legislación de Sulpicio, promulgando nuevas leyes encaminadas a reafirmar la tradicional supremacía del Senado. En esta nueva situación se celebraron elecciones consulares, donde los aliados de Sila no consiguieron ninguna de los dos consulados. Los elegidos fueron Cneo Octavio un conservador que se había mostrado hostil ante Sila y Lucio Cornelio Cinna. Sila les hizo jurar que no revocarían su legislación y tras esto Sila se embarcó hacia Grecia y la guerra contra el reino del Ponto.
Durante la ausencia de Sila, Cinna resucitó en el 87 a. C. la propuesta de suffragium para los nuevos ciudadanos itálicos, resultantes de la guerra Social en todas las tribus, la restauración de los poderes de la Asamblea de la plebe y la concesión de la amnistía a sus amigos exiliados. Lo que fue una rotura de su juramento y el inicio de medidas radicales que llevaban a la reiniciación de la guerra civil. Su colega consular Octavio, con ayuda de la mayoría conservadora del Senado, logró expulsarlo de Roma junto a seis tribunos de la plebe, desposeído de su magistratura y privado de sus derechos ciudadanos. Cinna huyó a Nola y con ayuda de los italianos quienes habían sido derrotados en la guerra Social, llamó a Cayo Mario para que retornara de la isla en que estaba exiliado en África.

### Gobierno popular
Cinna reclutó con sobornos a numerosos soldados romanos e italianos en el sur de Italia, la mayoría de los cuales pertenecían a Apio Claudio. El mismo año 87 a. C. Mario desde el Norte y Cinna desde el sur marcharon sobre Roma al frente de dos ejércitos.
La defensa de la ciudad, dirigida por el cónsul Octavio y Cneo Pompeyo Estrabón, se vio obstaculizada por la ambigua actitud política de Estrabón y una epidemia que azotó la ciudad un par de meses. Todo ello facilitó la caída de la ciudad después de que Mario interceptara el suministro de trigo y saqueara Ostia, el puerto de Roma, matando a buena parte de sus habitantes y cortando a sus enemigos la posibilidad de proveerse por mar. Cinna y Mario entraron en Roma con cuatro ejércitos, dos de los cuales comandaban Quinto Sertorio y Cneo Papirio Carbón, y se declararon cónsules a sí mismos.
La gran edad de Mario que por entonces tenía setenta años, no le impidió entregarse a una orgía de venganza sobre aquellos que lo habían desestimado, mató a todos los enemigos que pudo encontrar, la mayoría miembros del Senado que sufrió una terrible purga, de la que según algunos nunca volvió a recuperarse. En 86 a. C., Mario y Cinna forzaron su elección como cónsules ante un reducido e intimidado Senado, por lo que Mario fue cónsul por séptima vez. Pero dieciocho días más tarde murió. Cinna se encontró solo al frente de la ciudad.

### El retorno de Sila
En oriente Sila tomó Atenas en el 86 a. C., se enfrentó a las fuerzas pónticas en Queronea y Orcómeno, derrotando sucesivamente a las fuerzas pónticas.
Ese mismo año Roma, gobernada dictatorialmente por Cinna, envió un ejército a Grecia contra el Ponto y contra Sila. El ejército enviado por el Senado estaba liderado por el cónsul Lucio Valerio Flaco y por el legado Cayo Flavio Fimbria, siendo posteriormente asesinado Valerio por dos de sus hombres, por lo que todo el mando recayó en Fimbria. Fimbria cruzó a Bitinia con la ayuda de la ciudad de Bizancio y conquistó algunas ciudades por acuerdo y capturó a otras por la fuerza. Los pónticos se enfrentaron al ejército romano de Fimbria guiados por el príncipe Mitrídates hijo de Mitrídates VI, acompañado por los generales Taxiles, Diofanto y Menandro, confrontó a Fimbria con una gran fuerza, pero el ejército póntico sufrió una derrota aplastante al sufrir un ataque nocturno por los romanos. Después de esta batalla gran parte de las ciudades griegas volvieron a alinearse al bando romano.
Las derrotas pónticas y los cambios políticos acaecidos en Roma propiciaron una situación desfavorable tanto para Sila como para Mitrídates. Esta coincidencia motivó que los dos hombres se entrevistasen para firmar el tratado de paz de Dardano en el 85 a. C., por el cual el Ponto entregó a Sila 70 navíos, 2000 talentos y renunció a sus posesiones sobre Capadocia y Bitinia. Entonces Sila volvió su atención sobre Flavio Fimbria y su ejército que ante la superioridad de Sila y el amotinamiento de sus tropas terminó por suicidarse, dejando vía libre a Sila para regresar a Roma.
Ante el inminente retorno de Sila, se desató un motín entre las tropas de Cinna, que terminó con su vida, este suceso fue el comienzo del fin del régimen, las fuerzas cohesionadas por su persona comenzaron a disgregarse y el creciente malestar lanzó a muchos a los brazos de Sila. El Senado trató de negociar con Sila, pero ante su negativa los populares reclutaron un ejército. Según Apiano, Sila comenzó a enviar tropas a Italia una vez que le alcanzaron las noticias de la muerte de Cinna y los disturbios subsiguientes, pero para ese momento, Quinto Cecilio Metelo Pío se había ya sublevado en África, Marco Licinio Craso estaba reclutando tropas entre su clientela hispánica y Pompeyo Estrabón hacía lo mismo en el Piceno. Considerando la baja moral de sus tropas, y el cansancio de la población tras tantos años de guerras, el régimen popular estaba condenado, muchos de sus líderes así lo comprendieron y cambiaron de bando antes de que fuese demasiado tarde.
En este estado de cosas, en la primavera del año 83 a. C., Sila desembarcó en Brundisium, con su pequeño pero curtido ejército de 40 000 hombres. Frente a sí encontró un ejército comandado por Cneo Papirio Carbón y Cayo Mario el Joven, sucesores de Cinna. Los encarnizados combates que tuvieron lugar el verano del 83, la primavera y el verano del 82, pueden ser considerados la primera guerra civil entre romanos. Según los distintos autores, se estima que murieron entre 50 000 y 70 000 romanos. Tres fueron las grandes victorias de Sila: la del monte Tifata sobre Cayo Norbano Balbo (83 a. C.), la de Sacriportus sobre Mario el Joven (82 a. C.) y, sobre todo, la de Porta Collina (1 de noviembre del 82), junto a los muros de Roma.
En esta última, Sila capturó a 12 000 populares, que fueron recluidos en el Campo de Marte. 3000 de ellos fueron ejecutados el 2 de noviembre, a pesar de que imploraron en vano piedad. Sus terribles gritos y lamentos llegaron a los oídos de toda la aterrorizada ciudad y del Senado reunido. Sila se sonrió ante los gestos de terror de los senadores.

No hay de qué preocuparse, sólo se están cumpliendo mis órdenes.
La respuesta de Sila ante el horror del Senado.

Pero fuera de la Urbe los silanos tuvieron que someter aún, en los siguientes meses, algunas ciudades de Italia como Praeneste (donde el hijo de Mario se había refugiado) o Volterra (en Etruria, que se defendió con éxito hasta el 79). Tras la toma de la primera, 5000 prenestinos, a quienes Publio Cetego había dado esperanzas de salvación, fueron llevados fuera de los muros de su ciudad y, aunque habían arrojado las armas y se habían postrado a los pies de Sila, éste ordenó inmediatamente que fuesen ejecutados y sus cadáveres esparcidos por los campos.

## Consecuencias

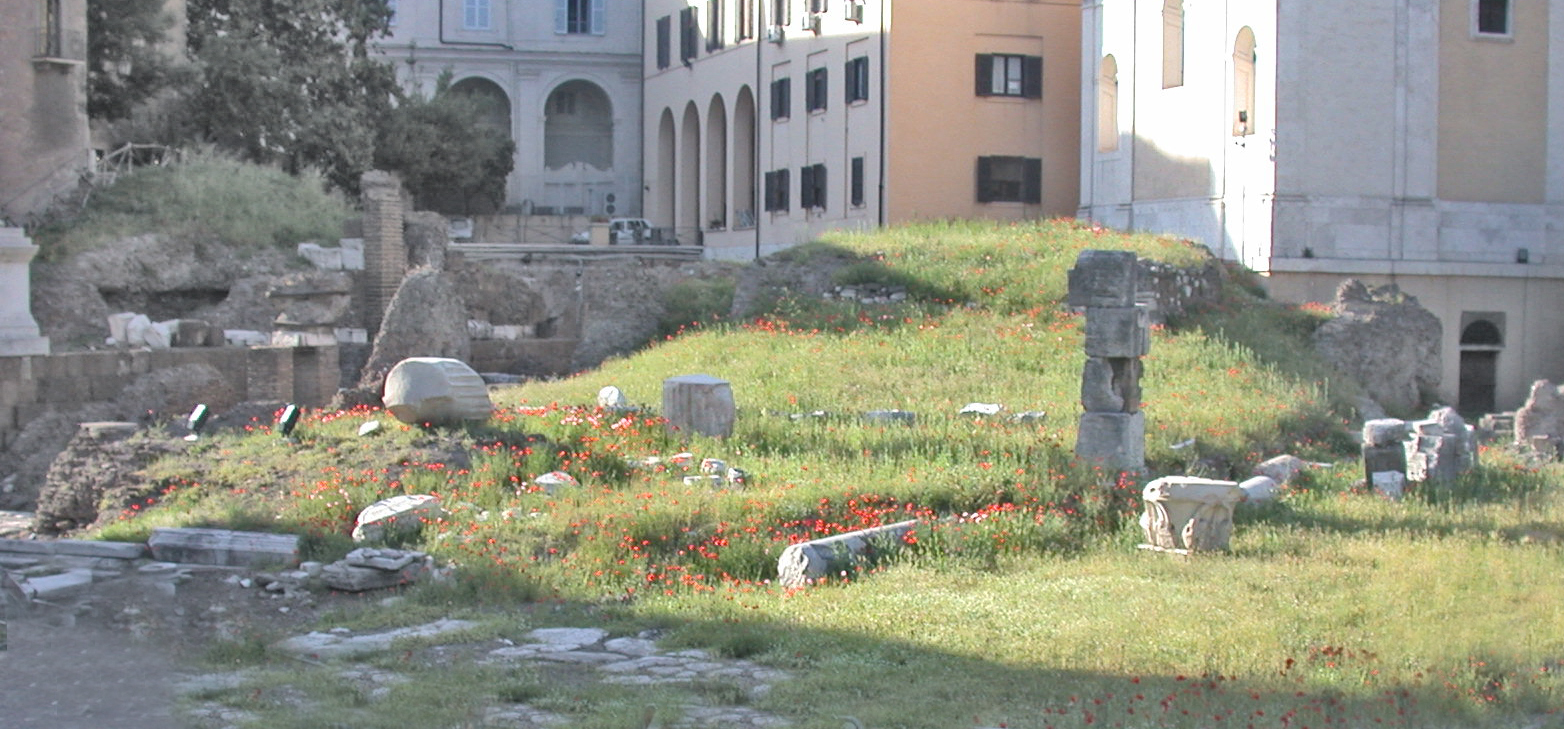
Restos del templo de Belona, desde donde, en el el Senado oyó los gritos de los prisioneros de Sila, que estaban siendo masacrados en la cercana Villa Pública

Tras la victoria completa silana, Sila celebró su triunfo y adoptó el cognomen Félix (afortunado). Se estableció como dictador en el año 81 a. C. y a diferencia de en ocasiones anteriores, por un periodo indefinido.
Los primeros momentos del régimen silano fueron especialmente sangrientos, se cometieron miles de ejecuciones de sus enemigos políticos. Sila a petición de uno de sus múltiples seguidores horrorizados por la multitud de la masacre creó una lista de los condenados a muerte que colgó en el Foro, en la que se incluía a todos los líderes del régimen de los Marios. Las propiedades de los condenados fueron confiscadas y a sus hijos y nietos se les prohibió presentarse a cargo público.
Las propiedades confiscadas eran vendidas en subastas, donde los seguidores de Sila las compraban a precios desorbitadamente bajos, llevando a cabo una política basada en arruinar a sus enemigos y enriquecer a sus seguidores.
Se redactaron más listas que sucedieron a la primera, en las que se incluyeron miles de nombres. En los listados comenzaron a incluirse nombres de ciudadanos sin vinculación alguna con los Marios, pero cuyas propiedades y estatus los convirtieron en objetivos para las expropiaciones, y sus posesiones eran compradas fácilmente por los acérrimos seguidores de Sila. Uno de los partidarios silanos que mayor provecho sacó de esta situación fue Craso, su avaricia le llevó a excederse sin ninguna limitación, hasta que incluyó el nombre de un millonario que era obviamente inocente y esto propició que Sila le retirase su favor.
En política Sila se dedicó a restablecer el poder del Senado y a disminuir la influencia y el poder de todo lo que contribuyese al detrimento de la autoridad del Senado, reduciendo notablemente los poderes de los tribunos y los censores. Designó nuevos senadores para sustituir a los senadores conservadores asesinados durante el régimen de los Marios. También dobló el tamaño del senado aumentando el número de senadores hasta los 600 e incluyó entre ellos a numerosos équites, reforzando los lazos entre los terratenientes (senadores) y los comerciantes (équites).
Sila trató de evitar con su programa de reformas que nunca nadie en el futuro pudiera repetir su marcha contra Roma. Estableció como delito de traición que un gobernador o general llevase su ejército fuera de la provincia asignada. También modernizó el código de leyes romano, liberándolo de normas obsoletas, pero asegurándose que todas las funciones judiciales fuesen reservadas a senadores exclusivamente y estableció que nadie con menos de treinta años pudiese presentarse a las elecciones de ninguna magistratura. La intención manifiesta de la nueva legislación era que primase la madurez y la veteranía haciendo de la restauración de la autoridad del senado su principal objetivo.
Sila perpetró una política de represión y castigo sobre aquellas regiones italianas que fueron leales a los Marios, muy en especial contra etruscos y samnitas que a partir de entonces dejaron de existir como pueblos diferenciables. Los restos de las tierras vacías fueron utilizadas para asentar a los soldados veteranos, que sumaban unos 120 000.
En 79 a. C., Sila renunció a la dictadura, devolvió todo el poder al Senado y murió al año siguiente a la edad de sesenta años.
Las reformas de Sila no perduraron. Sus cambios en el código legislativo sobrevivieron, pero la renovación del senado y la muerte de muchos de sus veteranos dejaron un hueco para que hombres demasiado jóvenes y ambiciosos comenzasen a surgir en Roma. Claros ejemplos son los tres hombres que constituyeron el primer triunvirato. Craso y Pompeyo aliados de Sila durante la guerra, a pesar de su juventud y avaricia, obtuvieron un enorme éxito político. El primero amasó una fortuna enorme condenando a enriquecidos ciudadanos romanos a muerte para conseguir sus posesiones, Pompeyo por su parte en el transcurso de la guerra civil se hizo con una reputación de gran general, conocido por sus enemigos como el “carnicero adolescente”. Mientras, Julio César el tercer miembro del triunvirato, comenzó su andadura política durante la duración del régimen de Cinna quien lo nombró sacerdote de Júpiter, y lo casó con su hija Cornelia.
Hispania fue el centro del poder de la facción partidaria de Mario, tras la conquista de Roma por Sila, Sertorio gobernador de Hispania se convirtió en un rebelde, estableció la independencia de la Hispania romana en 80 a. C. Derrotó a las fuerzas regulares romanas enviadas contra él y en el 72 a. C. tras la muerte de Sila fue asesinado y se derrumbó el movimiento que había creado.